# Zachariah Mar Anthonios
Antoni (ur. 19 lipca 1946) – duchowny Malankarskiego Kościoła Ortodoksyjnego, od 1991 biskup Kollam. Sakrę biskupią otrzymał 30 kwietnia 1991.